# Pipe Mania
Pipe Mania (intitolato Pipe Dream al di fuori dell'Europa e nelle versioni per console) è un videogioco rompicapo sviluppato originariamente per Amiga dal gruppo britannico The Assembly Line e pubblicato nel 1989 dalla LucasFilm Games in Nordamerica e dalla Empire Interactive in Europa. Lo scopo del gioco è connettere dei tubi su di una griglia, in tempo reale, in modo da trasportare un flusso di liquido per un tragitto più lungo possibile.
Pipe Mania venne convertito per un grande numero di piattaforme. Sempre la LucasFilm e/o la Empire lo pubblicarono anche per i computer Amstrad CPC, Archimedes, Apple II, Apple IIGS, Atari ST, BBC Micro, Commodore 64, Electron, Macintosh, MS-DOS, Windows 3.1 e ZX Spectrum. La Enigma Variations lo pubblicò per il poco diffuso SAM Coupé.
La Bullet Proof Software pubblicò conversioni per le console Game Boy, NES e Super Nintendo e per i computer giapponesi PC-88, PC-98 e Sharp X68000. La Video System produsse una versione arcade. Molte sono anche le imitazioni non ufficiali.
Una versione 3D intitolata Pipe Dream 3D venne pubblicata dalla Empire per PlayStation nel 2000.
Nel 2008-2009 sempre la Empire pubblicò Pipe Mania per diverse piattaforme, un remake di Pipe Mania con molte varianti.

## Modalità di gioco
Il gioco si svolge su una griglia di caselle rettangolare a schermo fisso. Al giocatore vengono presentate una alla volta, in ordine casuale, delle sezioni di tubo di varie forme, che si devono posizionare su una casella a scelta. Ci sono sezioni diritte, curvate a 90°, e a due tubi incrociati; l'orientamento dei pezzi varia e non è possibile ruotarli. Posizionando questi tubi il giocatore deve costruire un percorso ininterrotto per un liquido, chiamato "Flooz" nei manuali, a partire da una casella di inizio fissa. Per completare un livello si deve creare un percorso con lunghezza minima di un certo numero di caselle. Si ha a disposizione un po' di tempo prima che compaia il liquido, poi questo inizia a fluire lentamente lungo il tubo dalla casella di partenza. Si fallisce se il liquido raggiunge l'estremità aperta del tubo prima di percorrere la lunghezza minima.
Si può posizionare una sezione anche in una casella già occupata, purché non attraversata dal liquido, distruggendo e sostituendo la sezione posizionata in precedenza. Questa azione causa però una piccola perdita di tempo e un malus di punteggio. Anche le sezioni inutilizzate, posizionate in giro senza far parte del percorso del liquido, causano riduzioni del punteggio finale. Si guadagano invece punti extra realizzando percorsi tortuosi con incroci e scegliendo di velocizzare il liquido con apposito comando.
Per pianificare le proprie mosse è possibile vedere, a lato dell'area di gioco, una coda con le quattro sezioni successive.
C'è anche la modalità multigiocatore in simultanea, dove due giocatori posizionano sulla stessa griglia le rispettive sezioni, provenienti da due code distinte, cercando di formare un unico percorso in comune, ma con punteggi separati.
In molte versioni, anche in giocatore singolo c'è un'opzione "esperto" che consente di avere due code di sezioni e scegliere di volta in volta se prelevare ia prossima sezione dall'una o dall'altra.
All'aumentare dei livelli è sempre più breve l'intervallo di tempo tra l'inizio e la partenza del liquido, e il liquido scorre anche più veloce. Nei livelli più alti vengono introdotti pezzi speciali fissi sulla griglia: ostacoli, taniche che rallentano il liquido, caselle bonus, caselle che collegano i lati opposti dello schermo. Può esserci anche una casella di arrivo dove è necessario terminare il percorso, fermo restando la sua lunghezza minima (nelle versioni arcade e SNES questa caratteristica è sempre presente fin dal primo livello). Tra le sezioni posizionabili dal giocatore vengono introdotti i tubi a senso unico.
Almeno in alcune versioni per computer ci sono periodicamente dei livelli bonus, dove le sezioni non si piazzano a piacere, ma si fanno cadere dall'alto in stile Tetris.

## Accoglienza
Pipe Mania è stato uno dei videogiochi rompicapo di maggior successo della storia e vendette complessivamente oltre 4 milioni di copie nel mondo.
Ricevette molte buone recensioni dalla stampa dei suoi tempi, che di solito ne apprezzava la giocabilità e l'immediatezza, senza penalizzarlo per la semplicità estetica.
La rivista francese Tilt assegnò a Pipe Mania il premio Tilt d'or 1990 come miglior gioco d'azione/riflessione dell'anno, preferendolo ai finalisti Welltris e Klax grazie alla sua maggiore originalità.
Nel 1991 la rivista britannica ACE lo mise tra i 5 migliori videogiochi rompicapo nati su computer di tutti i tempi e Amiga Power lo considerò in generale l'80° miglior videogioco per Amiga.
In Giappone, nel novembre 1990, la versione arcade arrivò prima nella classifica mensile dei cabinati in formato tavolo di maggior successo..

## Influenza
Nel corso degli anni sono stati prodotti numerosi cloni dell'originale e altri giochi simili, con nomi come Wall Pipe, Oilcap, MacPipes, Pipe Master, Magic Lines, PipeFun, Crossroad Crisis.
Pipe Mania per Commodore 16 è una conversione amatoriale non ufficiale.
Il concetto è stato riutilizzato anche sotto forma di minigioco, ad esempio in Star Trek: Elite Force II e BioShock.